# Cruz patriarcal

Cruz patriarcal, con doble travesaño.

La cruz patriarcal, también denominada cruz arzobispal, es una variante de la cruz cristiana, el símbolo religioso del cristianismo. Conserva la forma, añadiendo una pequeña barra transversal o travesaño por encima de la principal. Es empleada como signo distintivo de arzobispos y patriarcas.
Puede llevar la palabra nika ("victoria" en griego) y el segundo travesaño de la cruz representa el titulus crucis, que Poncio Pilato hizo poner sobre la cruz de Cristo: "Jesús de Nazaret, Rey de los judíos", (Iesus Nazarenus Rex Iudæorum), INRI.
En la actualidad, su forma es como la cruz de Lorena, aunque anteriormente se diferenciaban, pues la última originalmente estaba cruzada por dos travesaños pequeños de la misma longitud. Se ha extendido ampliamente del oriente al occidente, sobre todo desde el siglo VI.
A veces se dispone además un corto travesaño en diagonal cerca de su base, inclinado hacia la derecha, que evoca el apoyo de los pies de Cristo. Se la denomina entonces ortodoxa. Tiene un simbolismo que recalca también la Trinidad. Aparece con frecuencia en la iconografía griega bizantina y europea oriental, así como en las iglesias ortodoxas orientales.
La cruz patriarcal aparece, entre otros, en el escudo de Hungría, de Eslovaquia y de Lituania, así como en el de Pahonia. También aparece en Caravaca de la Cruz
En los libros medievales de peregrinación indicaba el lugar donde se obtenía indulgencia plenaria, en tanto que la cruz latina se usaba para la indulgencia parcial.